# Rory MacGregor
Pour les articles homonymes, voir MacGregor.
Rory MacGregor est un acteur britannique né le 2 août 1976 à Londres (Royaume-Uni).

## Filmographie
- 2001 : Les Condamnées (Bad Girls)
- 2002 : L'Incroyable histoire de Patrick Smash (Thunderpants) : Launch Controller 3
- 2002 : série télévisée Spooks (en français MI-5) (Colin Wells)
- 2003 : Love Actually : Engineer
- 2004 : Gladiatress : Dubonet Warrior
- 2005 : Casanova (TV) : Doctor 2